# 卡博迪圣阿戈斯蒂尼奥
圣奥古斯丁角（葡萄牙语：Cabo de Santo Agostinho）是位于巴西伯南布哥州累西腓市以南 35 公里处的一个市镇，面积 448 平方公里。 一些历史学家认为，文森特·亚涅斯·平松（Vicente Yáñez Pinzón）曾于 1500 年 1 月 26 日在圣奥古斯丁角的一处海湾抛锚。然而，官方认可的巴西发现者是佩德罗·阿尔瓦雷斯·卡布拉尔（Pedro Álvares Cabral），他于 1500 年 4 月 21 日抵达巴西。圣奥古斯丁角于 1811 年正式建镇。
圣奥古斯丁角既有以苏阿佩港（Suape）为中心的工业区，也有众多热带海滩和自然保护区。其中最著名的海滩有 Chalets、Paraíso 和 Gaibu。[需要引用] Pedra do Xaréu 海滩最南端有 Recanto do Domingos。总面积446.5平方公里，总人口162476人，人口密度363.9人/平方公里。